# تاداشی ساواشیما

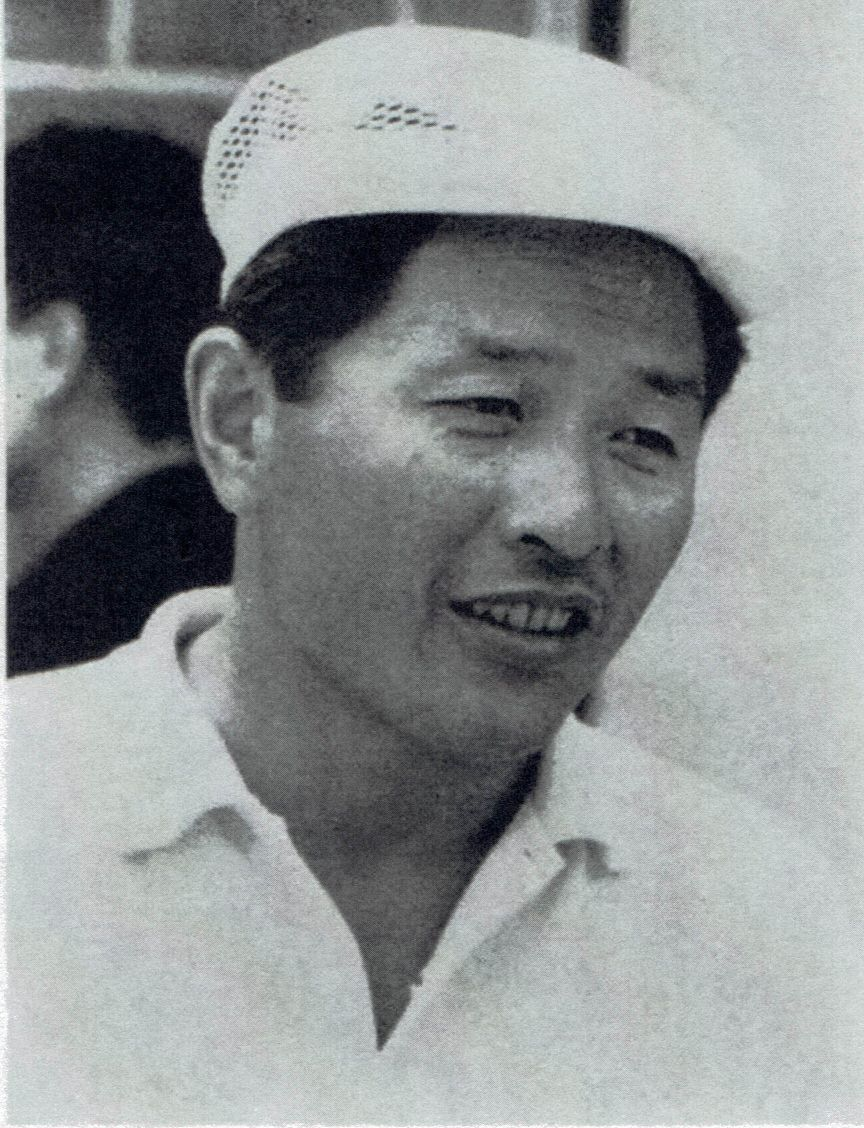
نگارهٔ تاداشی ساواشیما، کارگردان ژاپنی - ۱۹۶۲

تاداشی ساواشیما  (به ژاپنی: 沢島 忠 Sawashima Tadashi)؛ (تولد ۱۹ مه ۱۹۲۶) کارگردان فیلم ژاپنی اهل استان شیگا است. او از دهه ۱۹۵۰ تا دهه ۱۹۶۰ به کارگردانی فیلم اشتغال داشته‌است.